# Rapa
Rapa é uma povoação portuguesa do Município de Celorico da Beira que foi sede da extinta Freguesia de Rapa, freguesia que tinha 7,64 km² de área e 162 habitantes (2011), e, por isso, uma densidade populacional de 21,2 hab./km².
A Freguesia de Rapa foi extinta em 2013, no âmbito de uma reforma administrativa nacional, tendo sido agregada à Freguesia de Cadafaz, para formar uma nova freguesia denominada União das Freguesias de Rapa e Cadafaz da qual é a sede.
Pertence à rede de Aldeias de Montanha.

## População
| Totais e grupos etários | Totais e grupos etários | Totais e grupos etários | Totais e grupos etários | Totais e grupos etários | Totais e grupos etários | Totais e grupos etários | Totais e grupos etários | Totais e grupos etários | Totais e grupos etários | Totais e grupos etários | Totais e grupos etários | Totais e grupos etários | Totais e grupos etários | Totais e grupos etários | Totais e grupos etários |
| ----------------------- | ----------------------- | ----------------------- | ----------------------- | ----------------------- | ----------------------- | ----------------------- | ----------------------- | ----------------------- | ----------------------- | ----------------------- | ----------------------- | ----------------------- | ----------------------- | ----------------------- | ----------------------- |
|                         | 1864                    | 1878                    | 1890                    | 1900                    | 1911                    | 1920                    | 1930                    | 1940                    | 1950                    | 1960                    | 1970                    | 1981                    | 1991                    | 2001                    | 2011                    |
|                         | 384                     | 384                     | 434                     | 464                     | 478                     | 442                     | 505                     | 453                     | 472                     | 392                     | 306                     | 254                     | 122                     | 197                     | 162                     |
| i)                      |                         |                         |                         |                         |                         |                         |                         |                         |                         |                         |                         |                         |                         | 24                      | 13                      |
| ii)                     |                         |                         |                         |                         |                         |                         |                         |                         |                         |                         |                         |                         |                         | 33                      | 14                      |
| iii)                    |                         |                         |                         |                         |                         |                         |                         |                         |                         |                         |                         |                         |                         | 83                      | 73                      |
| iv)                     |                         |                         |                         |                         |                         |                         |                         |                         |                         |                         |                         |                         |                         | 57                      | 62                      |

```
i)
 0 aos 14 anos;
 ii)
 15 aos 24 anos; 
iii)
 25 aos 64 anos; 
iv)
 65 e mais anos	
```

## Património
- Igreja de Santo André;
- Moinhos de Água da Rapa - atual espaço museológico.

## Pontos de interesse
- Baloiços da Rapa;
- Miradouro da Rapa[4].